# Kriegsgräberstätte Daleiden

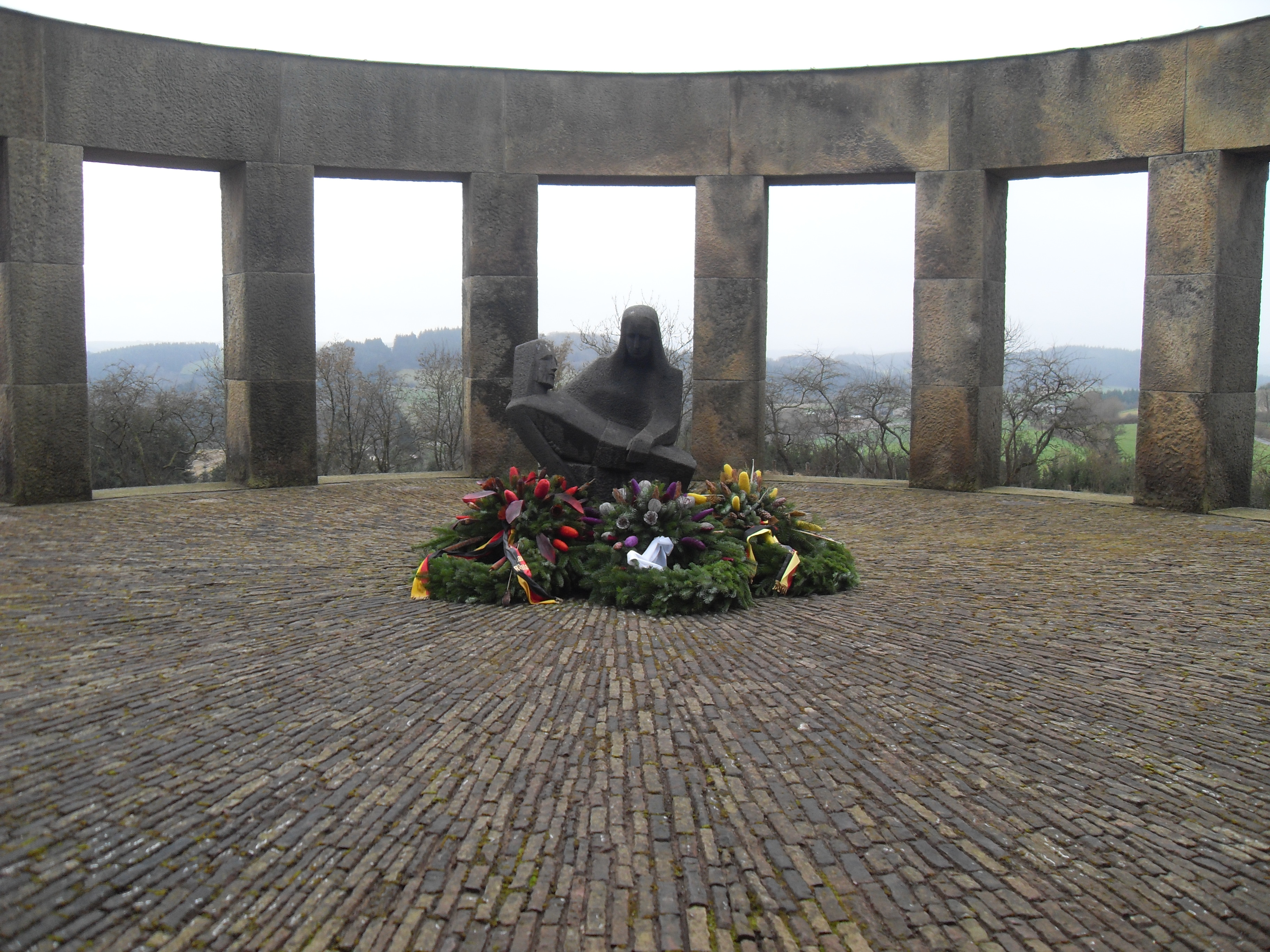
Blick in die Pfeilerrotunde

Die Kriegsgräberstätte Daleiden ist ein Ehrenfriedhof in der Ortsgemeinde Daleiden im Eifelkreis Bitburg-Prüm in Rheinland-Pfalz.

## Geographische Lage
Der Ehrenfriedhof befindet sich wenig östlich der Ortsgemeinde Daleiden am Rande eines Waldgebietes in leichter Hanglage. Wenig westlich des Geländes, durch den Ort, verläuft die Bundesstraße 410.

## Geschichte
An der Stelle des heutigen Friedhofs befand sich eine barocke Kapelle, die zugunsten der Kriegsgräberstätte abgetragen wurde. Der Ehrenfriedhof wurde anschließend in den Jahren 1954 bis 1959 eingerichtet und im Jahre 1959 eingeweiht. Zur Friedhofsanlage führen Kreuzwegstationen entlang des Weges, die an einer kleinen Kapelle am Eingang des Friedhofs enden.
Die Kriegsgräberstätte Daleiden umfasst insgesamt 3224 Gräber von Soldaten, die im Eifel-Ardennen-Raum während des Zweiten Weltkriegs gefallen sind. Mit dieser Belegung ist der Ehrenfriedhof der größte seiner Art in Rheinland-Pfalz. Bis zur Umbettung waren die Grabstellen auf 72 kleinere Friedhöfe der Region verteilt.
Da sich das Gelände in leichter Hanglage befindet, besteht der Friedhof aus mehreren kreisförmigen Reihen, die mit Wegen erschlossen sind. Zudem gibt es mehrere dem Gelände angepasste Höhenschichten. Die Gräber sind alle zu einem zentralen Mittelpunkt ausgerichtet. Hier befindet sich die Gedenkstelle, die aus einer Pfeilerrotunde besteht. In deren Mitte steht eine aus Stein gearbeitete Pietà eines Künstlers aus der Eifel. An die Rotunde schließt sich zudem eine Gedenkhalle mit den Namen der Gefallenen an.
Siehe auch: Liste der Kulturdenkmäler in Daleiden